# Ladislav Vízek
Ladislav Vízek (Chlumec nad Cidlinou, Checoslovaquia, 22 de enero de 1955) es un exfutbolista de Checoslovaquia que jugaba en la posición de delantero centro.

## Carrera

### Club
| Periodo   | Club           |
| --------- | -------------- |
| 1974-1975 | FK Dukla Žatec |
| 1975-1985 | FK Dukla Praga |
| 1986-1988 | Le Havre AC    |

### Selección nacional
Jugó para Checoslovaquia en 55 ocasiones de 1977 a 1986 y anotó 13 goles; ganó la medalla de oro en los Juegos Olímpicos de Moscú 1980, fue semifinalista en la Eurocopa 1980 y participó en la Copa Mundial de Fútbol de 1982.

## Logros

### Club
- Primera Liga de Checoslovaquia (3): 1976–77, 1978–79, 1981–82
- Copa de Checoslovaquia (3): 1980–81, 1982–83, 1984–85
- Copa de la República Checa (3): 1980–81, 1982–83, 1984–85

### Selección nacional
- Juegos Olímpicos (1): 1980

### Individual
- Goleador de la Primera Liga de Checoslovaquia en 1981/82 (15 goles).
- Futbolista checoslovaco del año en 1983 y 1985.